# Mikel Erentxun
Mikel Erentxun Acosta (Caracas, 23 de febrero de 1965) es un cantante y escritor español. Durante dos periodos, el primero de 1984 a 2001, y el segundo de 2013 a 2016, se desempeñó como vocalista de la banda de rock en español, Duncan Dhu. 

## Biografía y carrera

### Primeros años
Mikel Erentxun nació el 23 de febrero de 1965 en Caracas, Venezuela. Al nacer fue llevado a vivir a San Sebastián, España, país donde sus padres residían y donde fue registrado.

### Duncan Dhu
Mikel Erentxun inició su carrera profesional como vocalista del grupo Duncan Dhu, que formó en 1984 con Diego Vasallo y Juan Ramón Viles. Este último abandonó la agrupación en 1989. La banda lanzó un total ocho discos de estudio entre 1985 y 2001, año el que anunciaron su retiro inicial. 
En 2013, Duncan Dhu tuvo una reunión para grabar los álbumes El duelo, y el recopilatorio 1, además de realizar una gira por España y el extranjero, misma que concluyó en 2015 y posteriormente volvieron a desintegrarse como grupo.

### Carrera en solitario
En paralelo al proyecto con Duncan Dhu, sin ninguna pretensión, Erentxun comenzó una carrera en solitario en 1992 con el disco Naufragios, del que destacan temas como A un minuto de ti, Jugando con el tiempo o Esta luz nunca se apagará, versión española del tema There's a light that never goes out, del grupo británico The Smiths. Este álbum ha sido incluido por el poeta y ensayista Mariano Torrent entre los mejores álbumes de la música en español.
El gran éxito de este disco le anima a continuar publicando discos en solitario, compaginándolo con su trabajo en Duncan Dhu y sus estudios de arquitectura.
Continúa con su carrera en solitario, publicando El abrazo del erizo (1995), Acróbatas (1998) y Te dejas ver (2000). 
Una vez disuelto Duncan Dhu en 2001, publica Ciudades de paso (2003) y el recopilatorio Éxitos (2004). 
En sus discos han colaborado músicos como Mark Gardener, Robert Quine, Pete Thomas, Lloyd Cole, Mathew Sweet y Fred Maher. También él colaboró en el primer disco del grupo La Oreja de Van Gogh, Dile al sol (1998), donde hace la segunda voz coral en los temas Pesadilla y Qué puedo pedir, además de aparecer en el videoclip El 28.
En octubre de 2006 salió a la luz su séptimo disco en solitario que lleva por título El corredor de la suerte. En este disco cuenta, entre otras, con la colaboración de Dani Martín (del grupo El Canto del Loco) y de los integrantes de Amaral. Con un sonido más enfocado hacia el folk y el country rock y un poco menos al pop, sin perder ese sonido único de sus canciones. Temas como Me Recuerdas A Mí Cuando Era Yo y Cartas De Amor (Cuando No Hay Amor) destacan, convirtiéndose en clásicos del músico.
Erentxun participó haciendo un pequeño papel en el cortometraje Manhattan Pictures, rodado en Nueva York en noviembre de 2006. El corto, en el que también intervienen los actores Kira Miró y Jorge Monje, cuenta con la canción inédita Come to New York, compuesta expresamente por Mikel para la ocasión. 

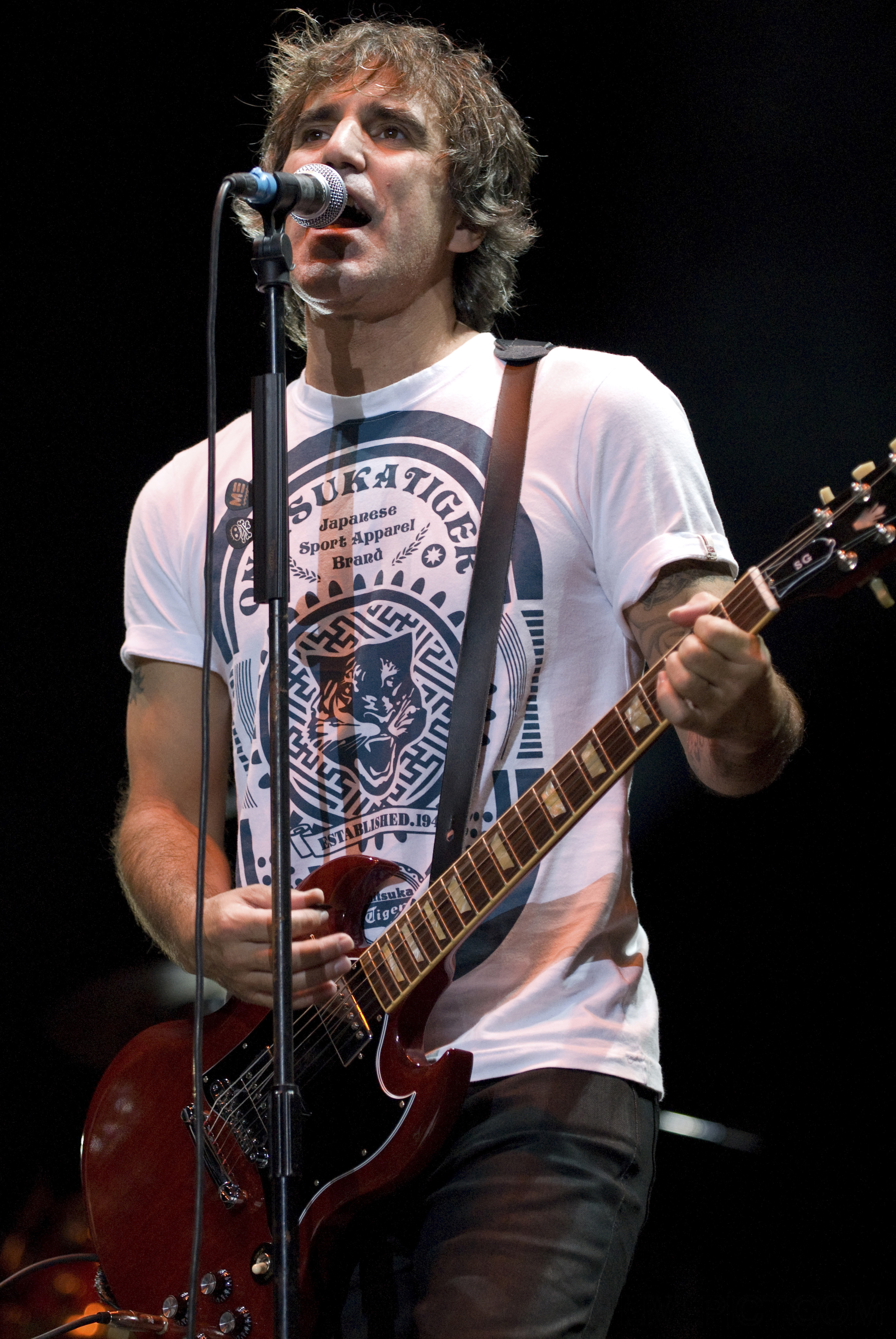
Presentándose en 2007.

En noviembre de 2007, en el recopilatorio de la radio musical vasca Euskadi Gaztea, Gaztea The Singles, cantó a dúo en euskera con la cantautora Amaia Montero la clásica canción Lau teilatu ("Cuatro Tejados") del antiguo grupo Itoiz.
En junio de 2008 publicó el directo Tres Noches en el Victoria Eugenia con el que pretende cerrar una etapa, para empezar desde cero, un disco en directo que ofrece lo mejor de los tres conciertos que ofreció tres noches seguidas en el emblemático teatro donostiarra. En él, cuenta con invitados de excepción como Iván Ferreiro, Leiva de Pereza, Rafael Berrio, Bunbury y Amaia Montero.

### Nueva etapa
Mikel Erentxun, unido a su grupo las Malas Influencias,  estrena la tercera etapa de su carrera con un nuevo disco:  Detalle del miedo. El nuevo trabajo ha sido grabado y mezclado en Londres en diciembre de 2009, en cinta analógica de 16 pistas, por Cameron Jenkins. Mikel Erentxun ha hecho con "Detalle del miedo" un "disco difícil para tiempos difíciles" en el que cree haberse distanciado lo suficiente de sus trabajos anteriores para lograr "algo distinto", temas en los que se han impuesto sobre todo "las sensaciones". "Quizá las canciones no son tan redondas como antes, cuando las estrujaba e iba quitando todo lo que sobraba para llegar a la esencia. Ahora no han pasado por ese filtro depurador y han cogido otro tipo de atmósferas que antes no había tratado. En este álbum se destaca el tema de rock acústico El último hombre en el mundo. Otro nombre imprescindible en su nuevo material es el del letrista Jesús María Cormán, con quien forma un tándem que funciona desde hace tiempo como "una buena pareja". "Todo se discute y todo se habla antes. Él ya sabe pensar como pienso yo y cuando las canto hago las letras totalmente mías", añade.
En 2012 saca al mercado 24 Golpes, un disco de 10 canciones editado en vinilo y CD. El disco ha sido grabado en Waterfront Studios, en Hudson, Nueva York (USA), de la mano de Henry Hirsch productor habitual de Lenny Kravitz, Bobby Cole o Vanessa Paradis. Junto a él sale también Eléctrica PKWY, con 10 canciones que cuentan con la colaboración de Rafael Berrio, JM Corman y Diego Vasallo. Eléctrica PKWY es grabado en el estudio que Mikel tiene en su casa (La Fábrica) y él mismo toca todos los instrumentos.
En 2015 publica "Corazones", producido por Paco Loco, que supondría el primero de una trilogía donde, al lado del productor asturiano exploraría sonidos más psicodélicos.
En 2017 lanza su disco "El Hombre sin Sombra", con la compañía Warner Music.
En 2019 lanza su disco "El último vuelo del hombre bala".
En 2021 publica "Amigos de Guardia" un disco doble donde repasa sus 35 años de carrera haciendo duetos con compañeros de profesión como Quique González, Diego Vasallo o Amaral.

### Televisión
En 2009 participó en el concurso de televisión La batalla de los coros, en el que resultó ser ganador con el coro de San Sebastián.
También en ese año un total de 29 grupos y artistas independientes le prepararon un tributo llamado Hoy, mañana y siempre, que se pudo descargar de forma gratuita el 1 de septiembre. En él participaron, entre otros, Squizo, Los Marcianos, Mercedes Ferrer, Turistas, Pablo G, Jean Paul, Marcelo Champanier, Atenas, El país musicano o Mikel Izal.
En febrero de 2016 se estrenó el programa A mi manera en el que Mikel Erentxun junto a Nacho García Vega, Antonio Carmona, Manolo Tena, Sole Giménez, Marta Sánchez y David DeMaría comparten recuerdos y versionan los grandes éxitos de cada uno de ellos conviviendo en una casa junto al mar. El programa, emitido por La Sexta, está basado en el formato internacional "The best singers" producido por Magnolia TV. El primer capítulo se ha dedicado al artista.
El 8 de enero de 2022, Mikel fue uno de los cantantes participantes en el concierto solidario Más fuertes que el volcán, el cual fue organizado por Radio Televisión Española con el fin de recaudar fondos para los damnificados por la erupción volcánica de La Palma de 2021.

## Vida personal
Se ha casado en dos ocasiones, tiene cinco hijos: Aitor (1994), Claudia (2000), Siena (2007), Mael (2010) y Dakota (2013).
En 1998 obtuvo el título de arquitecto, después de una "carrera de fondo" de 14 años que compaginó con su carrera como músico.
En 2013 sufrió un episodio de cardiopatía isquémica por el que tuvo que ser ingresado e intervenido quirúrgicamente.

## Discografía

### Álbumes
- Naufragios (1992)
- El abrazo del erizo (1995)
- Acróbatas (1998)
- Te dejas ver (2000)
- Ciudades de paso (2003)
- El corredor de la suerte - 2006
- 24 golpes  + Eléctrica PKWY (2012)
- Corazones (2015)
- El hombre sin sombra (2017)
- El último vuelo del hombre bala (2019)
- Amigos de Guardia (2021)
- Septiembre (2023)
- Navidad (2024)

### Álbumes colaborativos
- Tres noches en el Victoria Eugenia (2008)
- Detalle del miedo (2010)

### Álbumes en vivo
- Live at the Roxy (2018)

### Álbumes recopilatorios
- Éxitos - (2004)

### EPs
- 7 años (1999)
- Corazón salvaje (2015)

### Sencillos
- Estrella de luz (2024)

## Filmografía
- El anónimo... ¡vaya papelón! - Alfonso Arandia, 1990
- Carretera y manta  - Alfonso Arandia, 2000
- Hotel Tívoli - Antón Reixa, 2007
- Manhattan Pictures - Israel L. Escudero, 2007